# 7. sončev cikel
7. sončev cikel je bil sedmi sončev cikel od leta 1755, ko se je začelo intenzivnejše število sončevih peg. Trajal je 10,5 let, z začetkom maja 1823 in koncem novembra 1833 (in je sovpadal z Daltonovim minimumom). Maksimalno zglajeno število sončevih peg med ciklom (po formuli SIDC) je bilo 119,2 (novembra 1829), ob začetnemu minimumu pa je bilo 0,2.